# Мухаммед-хан Тохмаг Устаджлы
Мухаммед-хан Тохмаг Устаджлы (азерб. Məhəmməd xan Ustaclı; XVI век, Эривань, Чухурсаадское бейлербейство, Сефевидское государство — 1585, Эривань, Чухурсаадское бейлербейство, Сефевидское государство) — также широко известный как Тохмак-хан Устаджлу — чиновник XVI века Империи Сефевидов, дипломат и военный лидер из туркоманского племени Устаджлы. Он был назначен бегларбегом (губернат) Эриванской губернии (также известной как Чухур-Саад) в 1568—1575 годах. После этого он возглавил делегацию посольства в Османской империи. По возвращении он участвовал в усовершенствовании судебных процессах и был повторно назначен губернатором
Эриванской Области в 1578 году. В том же году он служил главным командующим в битве при Чылдыре вовремя Османско-Сефевидской войны 1578—1590 годов, где его армия была разгромлена. Несколько лет спустя, в 1583 году, второй срок правления Мухаммед хан Тохмага над Эриванской провинцией был прекращен из-за посягательств османов, которые контролировали провинцию до 1604 года.

## Посольство в Османской Империи
Мухаммед хан Тохмаг был сыном предыдущего губернатора Эриванской Области Шахколи Солтана Устаджлы и, таким образом, был членом туркоманского племени Устаджлы. Центр Эриванской области располагался на территории современной Армении, а её областной столицей был город Эривань. В 1568 году король (шах) Тахмасп I (годы правления 1524—1576) назначил его преемником своего отца. Несколько лет спустя, незадолго до своей смерти, Тахмасп I послал Мухаммед хан Тохмага в качестве посла в соседнюю Османскую Империю, чтобы поздравить Мурада III с его вступлением на османский престол. Тахмасп I хотел сохранить теплые отношения, которые были инициированы Миром Амасьи в 1555 году. Посольство, в состав которого входило около 250 человек и 500 верблюдов, прибыло в Скутари, соседний с имперской столицей Константинополем, в мае 1576 года. Они привезли множество дорогих подарков, в том числе драгоценные рукописи и камни, а также оружие и прекрасные ковры. Самым дорогим подарком был императорский шатер, украшенный драгоценностями.
После торжественного приема, послов отправили обратно с двумя роскошно запряженными лошадьми и 5000 дукатов. И церемония, и строительство шатра описаны в первом томе Шаханшах-наме (датируемый 1581 годом). Шатер, который Зерен Танинди считает «великолепным произведением искусства», не сохранился, a приветственное письмо Тахмаспа I, которое Мухаммед хан Тохмаг вручил Мураду III, находится в архивах дворца Топкапы.

## Участие в судебной системе
Во время непродолжительного правления короля Исмаила II (годы правления 1576—1577) король приказал Мухаммед хан Тохмагу, великому визирю Мирзе Шокроллах Исфахани и Мирзе Али Каджар выполнять функции членов окружного суда в суде справедливости, чтобы помогать действующему диванбеги (канцлеру, главному судье) Солтану Эбрахиму Мирзе в вынесении суждений по отдельным делам, связанным с финансами, а также по вопросам, затрагивающим интересы государства в целом. Полномочия и решения, предложенные Мухаммед хан Тохмагом и остальнымы участниками, были в конечном итоге одобрены «высшим диваном» с одобрения Исмаила II, и в течение нескольких месяцев применялись на практике.

## Война
В 1578 году, король Мохаммад Ходабанда (годы правления 1578—1587) повторно назначил Мухаммед хан Тохмага губернатором Эриванской Провинции. Перед войной 1578-1590 гг., Сефевиды были хорошо осведомлены о приближающемся османском нападении, но не о его масштабах. Король приказал Мухаммед хан Тохмагу набрать войска со всего северо-западного Ирана. Собрав армию численностью около 15 000-30 000 человек, он двинулся к окрестностям Чылдыра, недалеко от османской армии, которой командовал Лала Мустафа Паша. Руди Матти заявляет, что его шпионы неправильно рассчитали размер османской армии, «считая только те, которые были им видны». По словам Искандара Бека Мунши (умер примерно в 1633/4 г.) и Хуана Томаса Минадои (умер в 1615 г.), Мухаммед хан Тохмаг, «ободренный» новостями от своих шпионов, решил атаковать. Мунши возложили вину на Кызылбаш, заявив, что они разрушили «свою потенциальную силу из-за разобщенности и внутренних споров, а также безрассудно бросившись в войну против 100-тысячную армию всего с 15-тысячным войском, вместо того, чтобы дождаться, пока прибудет подкрепление».
9 августа Мухаммед хан Тохмаг и его люди вступили в бой с османами. Оказавшись в значительном меньшинстве, силы Сефевидов были разбиты, и около 5000-7000 человек были взяты в плен и обезглавлены. Второе правление Мухаммед хан Тохмага над Эриванской провинцией прекратилось в 1583 году из-за османского вторжения, что привело к османскому захвату провинции до 1604 года.
Голам (раб-солдат) Мухаммед хан Тохмага, Бехбуд-Ага, был грузином, происходившим из картлийской знатной семьи (тавади). Он обратился в ислам во время службы Мухаммед хану Тохмагу. Двое из сыновей Бехбуда Аги, Али - Коли Бег и Эмамколи Бег, вместе недолгое время служили губернаторами Картлии в 1610-х годах.